# سوير فولتون
سوير فولتون (بالإنجليزية: Jacob Southwick)‏ هو مصارع محترف أمريكي، ولد في 2 أبريل 1990 في توليدو في الولايات المتحدة.

## روابط خارجية
- سوير فولتون على موقع IMDb (الإنجليزية)
- سوير فولتون على موقع قاعدة بيانات الفيلم (الإنجليزية)
- سوير فولتون على موقع WrestlingData.com (الإنجليزية)
- سوير فولتون على موقع CageMatch worker (الإنجليزية)
- سوير فولتون على موقع قاعدة بيانات المصارعة على الإنترنت (الإنجليزية)
- سوير فولتون على موقع عالم المصارعة على الإنترنت (الإنجليزية)